# Trigny
Trigny is een gemeente in het Franse departement Marne (regio Grand Est) en telt 527 inwoners (1999). De plaats maakt deel uit van het arrondissement Reims.

## Geografie
De oppervlakte van Trigny bedraagt 12,1 km², de bevolkingsdichtheid is 43,6 inwoners per km².
De onderstaande kaart toont de ligging van Trigny met de belangrijkste infrastructuur en aangrenzende gemeenten.

## Demografie
Onderstaande figuur toont het verloop van het inwonertal (bron: INSEE-tellingen).